# Liste de mosquées de Belgique
Cet article présente la liste de mosquées de Belgique.

## Liste
| Nom                                       | Image | Commune               | Région                       | Inauguration | Remarques |
| ----------------------------------------- | ----- | --------------------- | ---------------------------- | ------------ | --------- |
| Mosquée Fatih de Beringen                 |       | Beringen              | Région flamande              | 1994         |           |
| Grande mosquée de Bruxelles               |       | Bruxelles             | Région de Bruxelles-Capitale | 1978         |           |
| Mosquée Diyanet de Charleroi              |       | Charleroi             | Région wallonne              |              |           |
| Mosquée Diyanet de Marchienne-au-Pont     |       | Charleroi             | Région wallonne              |              |           |
| Mosquée turque Yunus Emre de Genk         |       | Genk                  | Région flamande              |              |           |
| Mosquée Al Hoedah de Lebbeke              |       | Lebbeke               | Région flamande              |              |           |
| Mosquée de Louvain-la-Neuve               |       | Louvain-la-Neuve      | Région wallonne              | 2016         |           |
| Mosquée turque de Namur                   |       | Namur                 | Région wallonne              | 19 mai 2013  |           |
| Mosquée Selimiye de Saint-Josse-ten-Noode |       | Saint-Josse-ten-Noode | Région de Bruxelles-Capitale | juin 2015    |           |
| Mosquée Mimar Sinan Camii de Visé         |       | Visé                  | Région wallonne              |              |           |

## Liste de mosquéessunnitesdans la Région bruxelloise

### Anderlecht

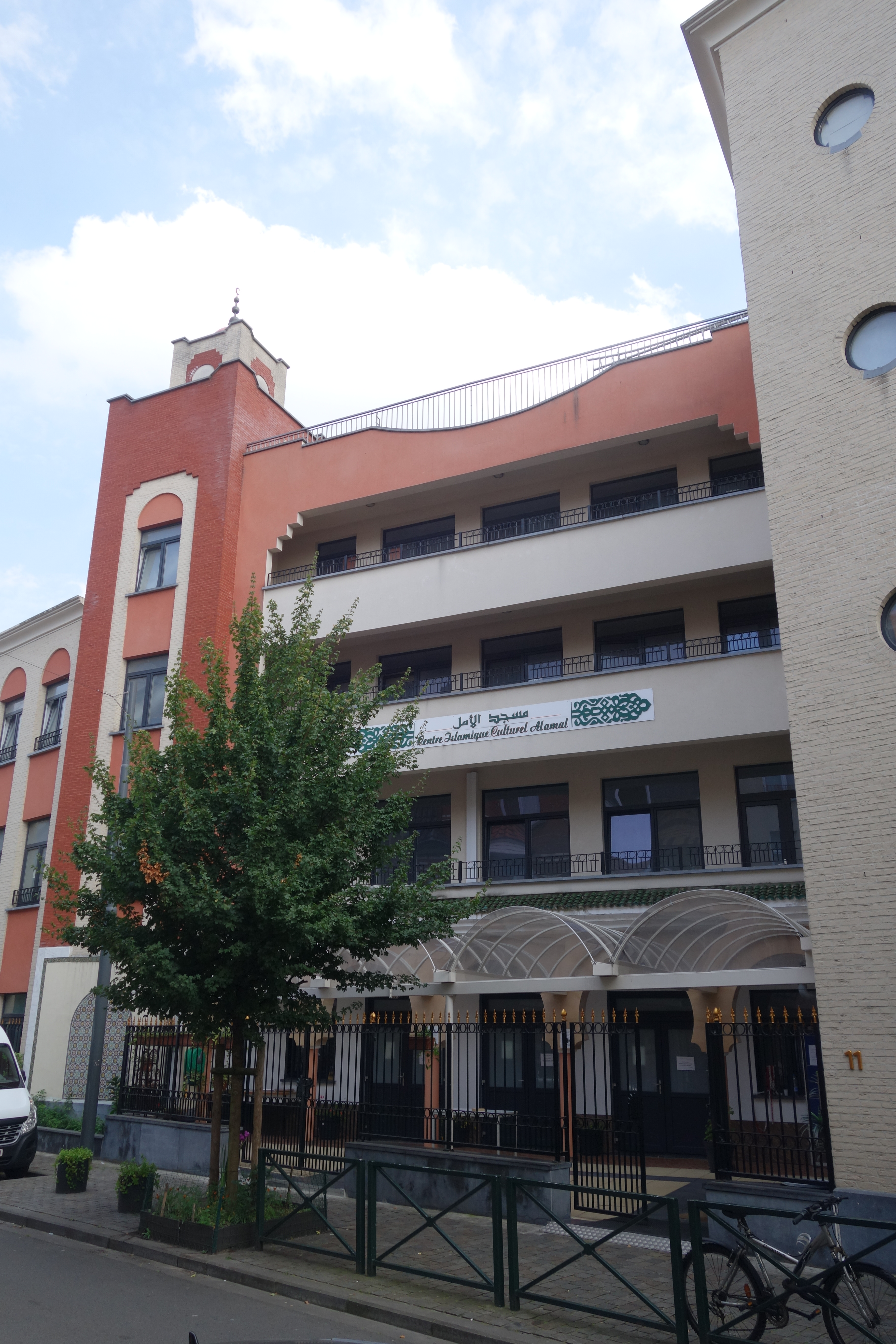
Mosquée Al-Amal.

- Mosquée Al Ahiba, chaussée de Mons 1102 A
- Mosquée Al-Amal, rue du Libre examen 11
- Mosquée Al Fath, rue du Chimiste 21-23
- Mosquée Al Ghofrane, rue de l'Agrafe 104 (une des premières mosquées de Belgique, ouverte en 1978.)
- Mosquée ASCTTB (Association Sociale et Culturelle aux Travailleurs Turcs résidant en Belgique), rue Auguste Gevaert 39 (Diyanet)
- Mosquée Assounnah, rue Bissé 16
- Mosquée Minhaj-ul-Quran (en) International Belgium, rue de l'Instruction 132

### Berchem-Sainte-Agathe
- Mosquée Al-Inâba, chaussée de Zellik 31

### Bruxelles
- Grande mosquée de Bruxelles, parc du Cinquantenaire 14
- Mosquée Abidin (Pakistan Sunni Cultural center), rue de la Buanderie 6
- Mosquée Al Jadid, boulevard Maurice Lemonnier 181
- Mosquée Bruksel Ulu Camii, rue Masui 99 (Diyanet)
- Mosquée Ettawhid, rue Terre-Neuve 125/127

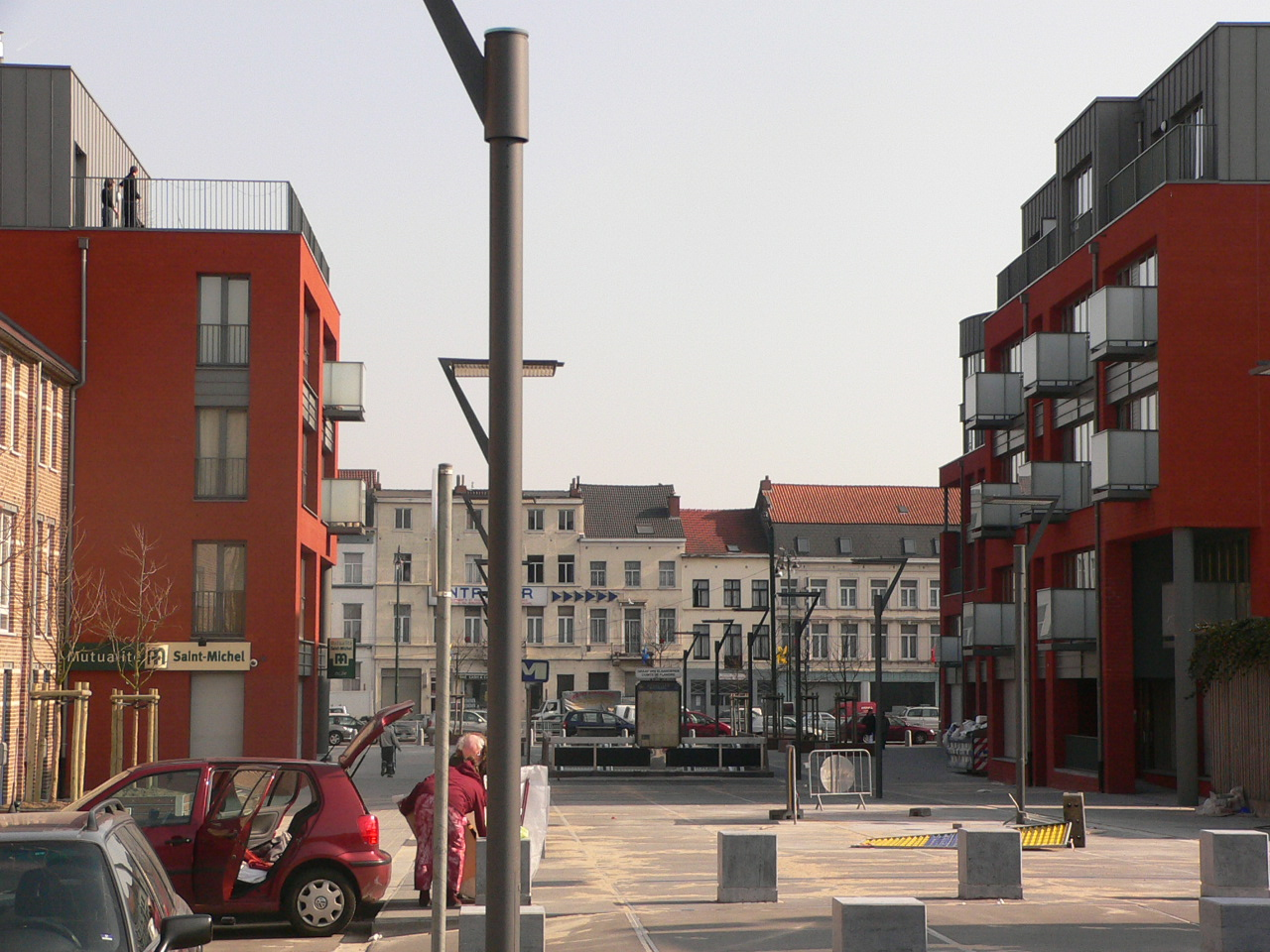
La plus ancienne mosquée de Belgique, la mosquée Hamza (deux maisons au centre), vue depuis Molenbeek-Saint-Jean.

- Mosquée Hamza, boulevard de Nieuport 8 (la plus ancienne mosquée de Belgique, fondée en 1968 et abritée à cette adresse depuis 1971.)
- Mosquée Omar ibn Khattâb, rue de Passchendaele 45
- Mosquée Raahma, rue de l'Éclusier Cogge 10

### Evere
- Mosquée Attawba, rue Édouard Stuckens 128-130

### Forest
- Mosquée Al Karam, chaussée de Neerstalle 52
- Mosquée El Hikma ; La Sagesse, rue Berthelot 34
- Mosquée Ibn Massoud, rue Fierlant 107-109

### Ganshoren
- Mosquée Malik bin Anas, rue de Termonde 250

### Ixelles
- Centre culturel islamique bangladais de Bruxelles, chaussée de Wavre 269
- Mosquée Al Mohajirin, rue Malibran 72

### Koekelberg
- Mosquée Al-Nasr, chaussée de Jette 294

### Laeken
- Association Culturelle El-Chatibi, rue Léopold Ier 236
- Hamidiye Camii, rue Charles Demeer 3
- Mosquée Ibadou Rahman, rue du Champ de l'Église 53
- Mosquée Mouahidine, rue de Tivoli 22-24
- Mosquée Raja (association culturelle Espérance), rue de Ter Plast 54

### Molenbeek

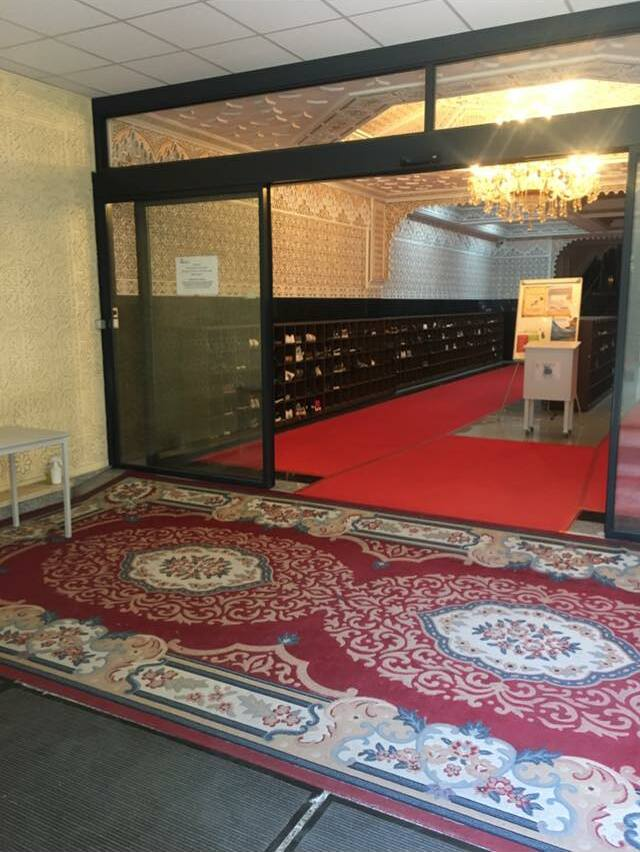
Entrée de la mosquée al Khalil.

- Mosquée Abou Bakr, rue de la Colonne 34
- Mosquée Al Albani (Xhamia Shqiptarve), rue Haeck 31
- Mosquée Al Aziz, rue de l'Escaut 54
- Mosquée al Khalil, rue de l'Indépendance 35 (la plus grande mosquée de Belgique)
- Mosquée Al Moustakbal, rue de l'Avenir 18
- Mosquée Al Moutaquine, chaussée de Merchtem 53a
- Mosquée Al Muslimine, rue de Ribaucourt 18
- Mosquée Annajah, rue de Groeninghe 42
- Mosquée Anwars Chababs, rue Potaerdegat 10-14
- Mosquée Arafat, rue Ulens 85-87
- Mosquée Attadamoune, rue des Étangs noirs 36
- Mosquée Badr, rue de Ribaucourt 108 (une des premières mosquées de Belgique, ouverte en 1973.)
- Mosquée Darul Ulum Jamia Islamia, rue du Presbytère 15-17
- Mosquée du Centre islamique pakistanais, rue des Ateliers 20-22
- Mosquée Mevlana, rue de Ribaucourt 32-34 (Diyanet)

### Neder-Over-Heembeek
- Mosquée Arrayane, rue des Prés communs 98

### Saint-Gilles
- Mosquée El Mouhsinin, rue de Suède 42-46
- Mosquée Essalem, avenue Fonsny 81
- Mosquée de la Ligue des Musulmans de Belgique (LMB), rue Joseph Claes 68

### Saint-Josse-ten-Noode
- Mosquée Al Azhar, rue Saint-François 72
- Mosquée el Ouma, rue Braemt 15, située dans l'ancienne librairie de Michel Deligne[3],[4].
- Mosquée et centre éducatif Selimiye Camii, rue Saint-Josse 11 (Süleymancılar (en))
- Mosquée Imam Malik, rue de la Limite 65

### Schaerbeek
- Mosquée Abou Hourayra, rue Waelhem 12A
- Mosquée Ahl Allah, rue Georges Garnir 9-11
- Mosquée Al Ansar, rue Verte 240
- Mosquée Al Firdaws, chaussée de Louvain 593
- Mosquée An Nour, rue Massaux 6
- Mosquée Bilal, rue d'Hoogvorst 23
- Mosquée blanche (AK Camii), rue Josaphat 39
- Mosquée Fatih Camii, chaussée de Haecht 88-89 (Diyanet)
- Mosquée de l'Hégire (Hicret), chaussée de Haecht 124 (Millî Görüş)
- Mosquée Kouba, rue Vanderlinden 81-87
- Xhamia e Besimit ; Mosquée de la foi albanaise (Association islamique et culturelle des Albanais vivant en Belgique), rue des Ailes 56
- Xhamia e Xhumasë ; Mosquée du vendredi (Association musulmane culturelle albanaise de Belgique), avenue Rogier 60
- Yeni Camii, rue de la Marne 10

### Uccle
- Mosquée As-Sabirin, chaussée de Neerstalle 495

## Lieux de culteschiitesdans la Région bruxelloise
- Mosquée Ar-Rahman, rue Georges Moreau 44 à Anderlecht
- Mosquée El Hassan, rue d'Enghien 36 à Molenbeek
- Mosquée Jaafarya, rue de la Colonne 47 à Molenbeek
- Mosquée Rida, rue Dr de Meersman 33 à Anderlecht

## Autres lieux de cultes (courants minoritaires) dans la Région bruxelloise
- Al Imrane (tabligh), rue des Osiers 26 à Molenbeek
- Bait-ul-Mujeeb (ahmadisme), chaussée d'Alsenberg 1210 à Uccle
- Diagondial et Hoore Googa (Diogo a.s.b.l., communauté de Guinée Conakry), rue d'Anderlecht 30 à Bruxelles

## Liste de mosquéessunnites, à proximité de Bruxelles, dans le Brabant flamand
- Mosquée Al Ansar, chaussée de Mons 375 ; 1600 Leeuw-Saint-Pierre
- Mosquée Al Islah, rue de la Gare 23 ; 1651 Lot (Beersel)
- Mosquée Annasr, Mechelsesteenweg 89 ; 1800 Vilvoorde (une des premières mosquées de Belgique, fondée au début des années 1970[5].)
- Mosquée Youssef, Oude Haachtsesteenweg 78 ; 1831 Diegem (Machelen)

## Liste de mosquéessunnites, dans le Hainaut
- Akşemsettin Camii (Diyanet), rue Adelson Castiaux 80 ; 7390 Quaregnon
- Fatîh Camii (Diyanet), rue de l'Étang Derbaix 53-55 ; 7033 Cuesmes (Mons)
- Mosquée Al Fath, rue du Moulin 20 ; 7012 Flénu (Jemappes)
- Mosquée Al Hidaya, rue Marie Danse 71 ; 6000 Charleroi
- Mosquée Al Imane, rue Commandant Lemaire 159 ; 7033 Cuesmes (Mons)
- Mosquée Al Mouhagirine, rue de Villers 57 ; 7350 Hensies
- Mosquée An-Nour, rue des Cinq Visages 14 ; 7000 Mons
- Mosquée Arrahma, rue de Châtelet 52 ; 6030 Marchienne-au-Pont (Charleroi)
- Mosquée Assalam, Grand-Rue 93 ; 6183 Trazegnies (Courcelles)
- Mosquée At-Touba, rue du Bois de Lobbes 30 ; 6060 Gilly (Charleroi)
- Mosquée Émir Abdelkader, rue du Temple 7 ; 7340 Pâturages (Colfontaine)
- Mosquée Ennour, rue du Fayt 180, 6200 Châtelet
- Mosquée Saint-Soufi-Ayasofya (Millî Görüş), rue Jules Maltaux 13 ; 6240 Farciennes

## Liste de mosquéessunnites, dans la province de Liège
- Mosquée Al Fath, rue des Vennes 182 ; 4020 Liège
- Mosquée Al Hijra, rue Ferdinand Nicolay 91 ; 4102 Ougrée (Seraing)
- Mosquée Ahl Allah, rue du Huit Mai 24 ; 4610 Beyne-Heusay
- Mosquée Assahaba (frères musulmans[6]), rue de Hodimont 244 ; 4800 Verviers (la plus grande mosquée de Wallonie)
- Mosquée Assalam, chaussée des Prés 8 ; 4020 Liège
- Mosquée Assalam (Prés-Javais), rue du Prince 26 ; 4800 Verviers
- Mosquée Attakwa, avenue Francisco Ferrer 3 ; 4030 Liège
- Mosquée Attawba, rue Neuve 87 ; 4700 Eupen
- Mosquée Bilal, rue de Hodimont 47 ; 4800 Verviers
- Mosquée El-Iman, rue Gaston Grégoire 21 ; 4020 Liège
- Mosquée El-Mouslimoune, rue des Fossés 6 ; 4000 Liège
- Mosquée Er-Rahma, rue du Peignage 30 ; 4800 Verviers (la plus ancienne mosquée de la province de Liège[7].)
- Mosquée Kobaa, rue des Fabriques 28 ; 4800 Verviers
- Mosquée Mimar Sinan (Diyanet), rue de Visé 129 ; 4602 Cheratte (Visé)
- Mosquée Orhan Gazi (Diyanet), rue des Messieurs 18 ; 4800 Verviers
- Mosquée Sultan Ahmet (Millî Görüş), rue Lucien Defays 39 ; 4800 Verviers
- Sûleymaniye Camii (Süleymancılar (en)), rue Fyon 42 ; 4800 Verviers

## Liste de mosquéessunnites, dans la province de Luxembourg
- Eyüp Sultan Camii (Diyanet), rue de Bohémont A5 ; 6880 Bertrix
- Kocatepe Camii (Diyanet), rue d'Assenois 20 ; 6600 Bastogne
- Mosquée Al Imane, avenue de l'Indépendance 100 ; 6600 Bastogne
- Mosquée de Marche-en-Famenne, Thier des Corbeaux 14 ; 6900 Marche-en-Famenne
- Mosquée de Virton (Diyanet), rue Albert 1er 3 ; 6760 Virton
- Mosquée Essalame, rue Jules Poncelet 1 ; 6840 Neufchâteau

## Sources principales
- https://web.archive.org/web/20170503182433/http://www.centreislamique.be/node/244 (site de l'ancien Centre Islamique lié à la Grande Mosquée de Bruxelles d'avant 2019)
- https://www.embnet.be/fr/mosquees-reconnues (liste des mosquées reconnues par l'Exécutif des musulmans de Belgique, ancienne instance représentative du culte islamique de Belgique)
- https://www.diyanet.be (site de la Diyanet qui contrôle le plus grand réseau de mosquées en Belgique : une septantaine sur les quelque 300 mosquées réparties sur l’ensemble du pays.)
- « Les mosquées », sur reflexcity.net (consulté le 24 avril 2023)